# John Joseph Leibrecht
John Joseph Leibrecht (Overland, 8 agosto 1930) è un vescovo cattolico statunitense, dal 24 gennaio 2008 vescovo emerito di Springfield-Cape Girardeau.

## Biografia
Monsignor John Joseph Leibrecht è nato a Overland l'8 agosto 1930 da John, di origini tedesche, e Ellen (nata Begley), di origini irlandesi. Anche un suo fratello è sacerdote. È stato battezzato nella chiesa di Tutti i Santi a Overland.

### Formazione e ministero sacerdotale
Ha frequentato la scuola elementare a Overland e poi ha studiato alla St. Louis Archdiocesan Latin School prima dell'ammissione al seminario preparatorio di Saint Louis. Ha poi studiato al seminario Kenrick-Glennon di Shrewsbury. A scuola si è distinto nello sport della pallacanestro.
Il 17 marzo 1956 fu ordinato presbitero per l'arcidiocesi di Saint Louis dall'arcivescovo Joseph Elmer Ritter. Dal 1956 al 1958 è stato vicario parrocchiale della cattedrale di Saint Louis. Dal 1958 al 1961 ha studiato all'Università Cattolica d'America di Washington per conseguire il dottorato in educazione. In seguito è stato preside della Rosati-Kain High School dal 1961 al 1963, membro dello staff dell'ufficio per l'educazione dal 1963 al 1972, soprintendente per l'educazione dal 1972 al 1981 e parroco della parrocchia del Sacro Cuore a Florissant dal 1981 alla nomina episcopale.

### Ministero episcopale
Il 20 ottobre 1984 papa Giovanni Paolo II lo ha nominato vescovo di Springfield-Cape Girardeau. Ha ricevuto l'ordinazione episcopale il 12 dicembre successivo dall'arcivescovo metropolita di Saint Louis John Lawrence May, co-consacranti l'arcivescovo metropolita di Boston Bernard Francis Law e il vescovo di Lincoln Glennon Patrick Flavin.

#### La diocesi nel 1984
Quando entrò in carica nel 1984, si trovò a capo di una diocesi di 63 parrocchie, 26 missioni e 2 cappelle. Ad assisterlo c'erano 66 preti diocesani attivi, 14 sacerdoti religiosi di 9 comunità, 203 suore di 30 comunità e un diacono permanente. C'erano 3 scuole superiori, 27 scuole elementari e 7 ospedali sotto la sponsorizzazione cattolica. Notò che la più grande sfida per la Chiesa era la cristianizzazione della società. Monsignor Leibrecht intraprese questa sfida concentrandosi sul magistero del Concilio Vaticano II, impegnandosi affinché i laici assumessero il loro giusto posto nella missione della Chiesa. Si sentiva responsabile di ispirare il suo gregge al rinnovamento spirituale personale e ad addestrarlo alla collaborazione nel lavoro della Chiesa. Altre priorità stabilite per la diocesi erano l'evangelizzazione, la giustizia sociale e la consapevolezza delle vocazioni.

#### Formazione dei laici
Nei suoi venti anni di episcopato i laici si distinsero nella loro dedizione alla fede e alla loro Chiesa. Una delle prime azioni del vescovo fu la supervisione dell'organizzazione RENEW a livello diocesano. Un migliaio di persone furono coinvolte nell'addestramento alla leadership in preparazione del lancio della prima stagione previsto per l'ottobre del 1984. L'impulso continuò fino al termine di RENEW, alla fine del 1986.
Da due dozzine di coppie principali, la guida nella preparazione al matrimonio cristiano si estese a 120 coppie. La St. Francis de Sales Society, che promuove la vita spirituale dei laici, portò a cinque il numero di capitoli in tutta la diocesi. Il Movimento dei Cursillos de Cristianidad continuò a dare slancio alla spiritualità laica. Nel 2003 un gruppo di leader di lingua spagnola estese questo movimento laico alla popolazione immigrata.
La nuova guida del vescovo venne condotta sul modello di una strada a doppio senso. Nel 1985, per preparare la proposta pastorale dei vescovi statunitensi sulle donne, monsignor Leibrecht organizzò sessioni di ascolto. Cominciò con un incontro per le religiose a Poplar Bluff e Springfield. Tenne anche sessioni di ascolto a Portageville, Chaffee e Pierce City in preparazione della sua partecipazione alla proposta pastorale sull'economia da redigere a Washington lo stesso anno. Poiché doveva contenere un capitolo sulle fattorie familiari, che stavano gradualmente scomparendo in tutto il Missouri, si interessò in particolare agli agricoltori della diocesi.
Attraverso la guida dei suoi predecessori e lo zelo dei laici della diocesi, il vescovo aveva alla sua destra molti gruppi consultivi per aiutare la sua missione: il consiglio presbiterale, il consiglio pastorale diocesano, il consiglio diocesano delle finanze, il consiglio scolastico diocesano, la commissione liturgica, il consiglio diocesano delle donne cattoliche, il consiglio diocesano per i ministeri della famiglia, il comitato consultivo, il consiglio di fondazione laicale diocesana e la commissione diocesana per la pace e la giustizia.
Nel 1988 monsignor Leibrecht approvò un piano dei padri vincenziani per formare una squadra mobile che viaggiasse nelle parrocchie che desideravano un'esperienza di formazione nella spiritualità e nella leadership laica. Il team offrì un servizio anche nelle diocesi di Belleville, Little Rock e Owensboro. La squadra vincenziana iniziò a pianificare la leadership regionale nelle parrocchie della diocesi. I dirigenti furono chiamati a guidare la pianificazione regionale in tutte le aree della diocesi, compresi quattro distretti nel sud-est, tre nel sud-ovest e tre nelle contee centrali. L'obiettivo della Regional Catholic Leadership (RCL) era quello di far addestrare le persone a pianificare le abilità. Nel 1991 erano stati formati trenta leader.
Tra gli ambiti in cui i laici diedero un contributo importante vi fu l'RCIA. Nel 1990 la diocesi offrì Beginnings and Beyond, un programma di una settimana per coloro che erano coinvolti nel rinnovato catecumenato. L'RCIA fu responsabile di un notevole aumento del numero di cattolici. Tra il 1995 e il 2004 diede il benvenuto a 3591 nuovi cattolici.
Cinque anni dopo, nel 1995, la diocesi iniziò una pianificazione per più cattolici e meno sacerdoti. La parrocchia di San Vincenzo de' Paoli a Cape Girardeau assunse un manager laico, così come la parrocchia della cattedrale di Sant'Agnese a Springfield. Nel 1998 l'Office of Worship iniziò una serie di workshop sulle celebrazioni domenicali in assenza di un sacerdote. Dopo aver pianificato ed essersi consultato a livello diocesano e regionale, monsignor Leibrecht nominò dei coordinatori della vita parrocchiale nelle parrocchie e nelle missioni di Aurora, Verona, Kennett, Mountain Grove e Cabool.
Nel 1988 a Cape Girardeau si tenne la prima riunione pastorale del Missouri del Sud. Il suo scopo era quello di fornire un'istruzione e una formazione permanente agli gli adulti della diocesi. Per renderlo accessibile a tutti, il sito dell'evento si alternò tra Springfield e Cape Girardeau fino alla diminuzione delle presenze e all'aumento delle spese che nel 2009 portarono alla fine quest'esperienza.

#### Comunicazioni
Gli anni '80 e '90 videro sorgere molte questioni culturali che spinsero il vescovo a dirigere il suo popolo in accordo con il pensiero e la tradizione cattolica. Tra questi c'erano l'accumulo di armi nucleari, i problemi di controllo della popolazione, il femminismo, la cultura della violenza, l'AIDS e l'omosessualità. Inoltre, il pregiudizio anti-cattolico rimase forte in alcune aree della diocesi. Poiché le distanze si erano rivelate una sfida, il vescovo scelse di affidarsi a diversi metodi di comunicazione.
Poco dopo il suo ingresso in diocesi, all'inizio del 1985, monsignor Leibrecht iniziò a tenere regolarmente una rubrica sul The Mirror, il giornale diocesano. Il suo titolo, "Camminare insieme", si basava sul racconto biblico dei discepoli che incontrano il Signore nel loro viaggio verso Emmaus dopo la risurrezione. Esso cita la determinazione fondamentale del vescovo a camminare con il suo popolo e insieme a loro per lavorare alla diffusione del Regno di Dio nella diocesi del Missouri meridionale e oltre. La rubrica servì a istruire, guidare, informare e chiarire una vasta gamma di argomenti religiosi e secolari. Le persone vennero incoraggiate, tramite la stessa pubblicazione, a inviare domande riguardanti questioni di dottrina cattolica. Il vescovo promise di rispondere loro entro un anno in una seconda colonna da intitolare "Stand Firm in Faith". Ricevette trecento domande che ebbero risposta tra il 1996 e il 1997. L'anno seguente il vescovo aggiunse la produzione di video da parte dell'ufficio delle comunicazioni utilizzando materiali della Catholic Telecommunications Network of America. Nel 1998 venne lanciato un sito web diocesano e le parrocchie furono incoraggiate a utilizzare la comunicazione tramite computer. Nel 2000 il vescovo iniziò a trasmettere una serie di messaggi di un minuto su cinque stazioni radio della diocesi.
Tuttavia, monsignor Leibrecht diede un grande valore alla presenza personale. Nel decimo anniversario della sua nomina alla diocesi, il chilometraggio accumulato sui viaggi del vescovo lungo le strade del Missouri meridionale avrebbe totalizzato una cifra fino a tredici volte il giro del mondo. Da allora più che raddoppiò quel totale. È significativo che nel 1986, per la prima volta nei suoi 29 anni di storia, la piccola chiesa missionaria di Cristo Re a Bunker abbia ricevuto la visita di un vescovo.

#### Gli sforzi per l'evangelizzazione
I precedenti vescovi avevano istituito un sistema di evangelizzazione. Monsignor Leibrecht non esitò a continuare la tradizione. Al suo ingresso in diocesi, un censimento rivelò che la popolazione cattolica era ancora in minoranza, appena il 5 % del milione di persone residenti nel territorio della diocesi. Nel 1987 il vescovo prese parte all'osservanza della settimana di preghiera dell'unità dei cristiani affrontando l'incontro annuale del Consiglio delle Chiese di Springfield al Drury College. Il suo argomento era "Ecumenismo: il passato e il possibile". Fece questo prima della pubblicazione avvenuta nel 1995 dell'enciclica sull'ecumenismo Ut Unum Sint.
Nel 1988 monsignor Leibrecht pubblicò la sua prima lettera pastorale, "Being Catholic in the Bible Belt". In concomitanza con la lettera, padre William Harten bach, membro della squadra vincenziana produsse un video. Fornì una panoramica della pastorale arricchita da contenuti drammatici. Parlando della sua esperienza monsignor Leibrecht disse: "Being Catholic in the Bible Belt fu un grande cambiamento! Ho avuto molte supposizioni sulla mia fede e sulla Chiesa che non erano state precedentemente messe in discussione. Non ci vuole molto per essere sfidato qui o per parlare con parrocchiani cattolici che vengono sfidati nei loro luoghi di lavoro o per bambini sfidati nelle loro scuole pubbliche". La sua preoccupazione è riassunta nelle sue stesse parole: "Come cattolici della parte sud del nostro stato, dobbiamo fare tutto il possibile per raggiungere i nostri vicini in uno spirito di comprensione e rispetto. Niente dovrebbe trattenerci da quella missione". La seconda lettera pastorale del vescovo, pubblicata nel 1992, era intitolata "The Parish: A Presence and Work of the Lord".
Nel 1988 Rosina San Paolo, allora dipendente del The Catholic Center, fondò Voice for Life. All'inizio operava nelle parrocchie cattoliche di Springfield e nelle aree circostanti. Nel 1994 su richiesta di Rosina San Paolo e Margaret Schatz, monsignor Leibrecht concesse a Voice for Life il permesso di diventare un'organizzazione di diritto diocesano. Voice for Life è composto interamente da volontari. Monsignor Leibrecht sostenne Voice for Life nel suo intento di promuovere la sacralità della vita e di combattere le forze immorali che la minacciano.

#### Amministrazione della diocesi
Non ci volle molto per far emergere le capacità amministrative del nuovo vescovo. Dopo un anno dalla sua nomina riedificò entrambe le cattedrali come punti focali dei lati orientale e occidentale della diocesi. La cattedrale di Sant'Agnese a Springfield fu oggetto di una ristrutturazione già pianificata dal suo predecessore Bernard Francis Law e la concattedrale di Santa Maria a Cape Girardeau venne ristrutturata dal suo parroco, monsignor Joseph Gosche.
Dal momento del suo arrivo, il Fondo diocesano per lo sviluppo iniziò a crescere attraverso la crescente generosità della gente. A partire dai 972 000 dollari raccolti nel 1986, le ultime campagne hanno raccolto quasi due milioni di dollari.
Nel 1986 la scuola elementare cattolica di Springfield si spostò dalla sua posizione originaria, vicino alla cattedrale di Sant'Agnese, in un campus di nuova costruzione. L'edificio scolastico fu rinnovato e divenne la sede della cancelleria diocesana. Le operazioni di riallineamento portarono all'organizzazione di quattro uffici che offrono una maggiore collaborazione a livello diocesano e parrocchiale: amministrazione, istruzione, ministero e culto.
Le attività di costruzioni in diocesi durante l'episcopato di monsignor Leibrecht comprendono l'edificazione di 13 nuove chiese, 14 nuove rettorie, 14 centri parrocchiali, un complesso del campus cattolico indipendente a Springfield, 3 nuovi edifici scolastici e la ristrutturazione di 11 importanti scuole. Monsignor Leibrecht attribuì il successo di questa espansione alla generosità dei laici. Commentando ciò, nel 2004 affermò: "Abbiamo costruito molto intorno alla diocesi e la maggior parte è stata finanziata internamente perché i parroci investono i fondi eccedenti della parrocchia in modo che possiamo prestare quei fondi alle parrocchie a tassi più bassi di quelli disponibili in una banca commerciale".

#### Formazione scolastica
Grazie alla sua formazione e alle prime esperienze nella supervisione dell'educazione cattolica nell'arcidiocesi di Saint Louis, nel 1990 fu eletto presidente del comitato per l'istruzione della Conferenza episcopale. Essa affronta le questioni delle scuole e delle università cattoliche del paese. Due anni dopo gli uffici diocesani delle scuole cattoliche e dell'educazione religiosa emanarono requisiti per la certificazione catechetica, assicurando la qualità dell'insegnamento della religione nelle scuole cattoliche e nei programmi di istruzione. Nel 2004 oltre 750 catechisti laici erano attivi nell'educazione dei giovani nella diocesi.
Alla riapertura della scuola di Sikeston, che ora conta 120 studenti, il vescovo disse: "Questo mi dà un grande senso di soddisfazione personale perché ricordo il fine settimana del 1987, quando sono venuto a chiedere a tutte le messe se la gente fosse interessata a riaprire la scuola". Egli fu deliziato dall'ulteriore espansione della Springfield Catholic High School, completata nel 1997, e sostenne calorosamente la costruzione di un nuovo campus di 40 acri per la scuola media regionale di Notre Dame nel 1998 e l'aggiunta di 25 000 piedi quadrati alla scuola superiore cattolica McAuley nel giugno del 2001. Nel 2001 alla Southwest Missouri State University venne inaugurato un edificio del Ministero dei campus cattolici indipendenti. Con grande cuore, nel maggio del 2001 visitò la St. Mary School di West Plains.

#### Formazione degli adulti
Anche l'educazione catechistica degli adulti fu oggetto di particolare interesse per monsignor Leibrecht che nel 1992 era uno dei vescovi che rappresentavano la Chiesa cattolica statunitense all'accettazione del nuovo Catechismo della Chiesa cattolica.
Nel 1988, in collaborazione con la Creighton University di Omaha, a Springfield e Cape Girardeau iniziò un programma di studi religiosi. Nel 1990 184 persone avevano completato il programma biennale. Per rendere possibile una continua educazione cattolica tra i laici, il vescovo istituì un fondo di dotazione per la leadership laica. Gli iniziali 7000 dollari di sovvenzioni distribuiti per tasse scolastiche e conferenze nel 1995 sono oggi cresciuti fino a una media annuale di 45 000 dollari.
Un'altra opportunità per l'educazione degli adulti in diocesi venne avviata in collaborazione con la Loyola University New Orleans. Il Loyola Institute for Ministry Extension (LIMEX) offre una laurea in teologia o ministero pastorale e consente agli studenti di completare la laurea in un sito locale della diocesi. Nel 1991 dodici cattolici del settore est della diocesi iniziarono gli studi. Dal 1991 oltre 62 persone si sono diplomate al Loyola.
Dal 2002 al 2004 115 persone furono formate nella metodologia dell'educazione degli adulti e iniziarono a svolgere un ruolo nei gruppi parrocchiali di formazione religiosa per adulti. Un fine settimana di formazione per la leadership, organizzato dal DCCW e dal Regional Catholic Leadership si tenne a Springfield nel 1995 e vide la partecipazione di 115 uomini e donne cattolici. Più di recente, una donazione di un milione di dollari alla diocesi nel 2001 venne divisa tra il Fondo di dotazione per la leadership dei laici e il sostegno a iniziative future, probabilmente ispirate alle organizzazioni cattoliche.
Uno sviluppo tardivo consente ai cattolici di avere voce nell'educazione dei loro figli. I genitori cattolici e altri parteciparono alla rete di educazione della Conferenza cattolica del Missouri (MCC). Attraverso questa rete, i genitori delle scuole pubbliche e parrocchiali possono ricevere informazioni su questioni educative pendenti al Congresso e all'Assemblea Generale del Missouri. In questo modo possono influenzare il modo in cui i fondi federali e statali vengono distribuiti e fare pressione per i crediti fiscali e le leggi sui voucher, nonché per la legislazione che riguarda i bambini delle scuole cattoliche che si iscrivono nelle scuole pubbliche per l'istruzione speciale e l'assistenza ai genitori che cercano educazione della prima infanzia.

#### Pastorale giovanile
Riconoscendo che i giovani sono il futuro della Chiesa, nel luglio del 1993 monsignor Leibrecht assunse Leigh E. Sterten come direttore a tempo pieno del ministero della gioventù in diocesi. Già monsignor Bernard Francis Law aveva assunto un direttore a tempo pieno nei primi anni '80, ma i tagli al budget impedirono poi un impegno a lungo termine. Prima di quel periodo, i giovani venivano assistiti nella parte est della diocesi da un direttore part-time che condivideva le responsabilità con il direttore diocesano delle vocazioni. Durante l'anno prima dell'assunzione di Sterten, suor Rosalie Digenan, direttrice diocesana dell'educazione religiosa, lavorò per mobilitare un contingente di ottocento giovani e adulti per partecipare alla prima Giornata Mondiale della Gioventù a Denver, nell'agosto del 1993.
Nel 2003, per commemorare il successo di dieci conferenze annuali giovanili consecutive, Anna Scally tornò come relatrice principale. Più di 500 partecipanti in rappresentanza di 39 parrocchie furono organizzati per fornire vari servizi di servizio alla comunità di West Plains.
Il direttore della pastorale giovanile continua a prestare formazione e serve come consulente per le parrocchie che desiderano rendere più completi i programmi di pastorale giovanile, come specificato nel documento dei vescovi cattolici degli Stati Uniti "Renewing the Vision". L'organizzazione dei ministeri giovanili nelle regioni consente ai gruppi di tenere i propri raduni regionali per i giovani delle scuole medie e superiori della diocesi.

#### Pastorale vocazionale
Tra le preoccupazioni continue del vescovo vi era la salute spirituale e fisica dei suoi sacerdoti. Continuò la tradizione stabilita dagli ex vescovi tenendo l'annuale Priest's Institute. Tra i suoi scopi vi era quello di riunire i sacerdoti delle parti orientale e occidentale della diocesi per la formazione permanente e la costruzione della comunità sacerdotale. Nel 1990 82 sacerdoti della diocesi si riunirono a Branson per il 25° Priest's Institute. Era presente anche il padre dell'iniziativa, monsignor Ignatius Jerome Strecker.
Nel 1997 venne ordinato il primo diacono permanente della diocesi, Thomas Brewer. Da allora, furono ordinati cinque diaconi permanenti, che si aggiunsero agli otto precedentemente ordinati in altre diocesi.
Nel 1993, prima che venissero denunciati gli scandali nazionali che coinvolsero il clero, la diocesi avviò una formale politica di trattamento dei comportamenti scorretti. Si applicava a tutti i sacerdoti, impiegati diocesani e volontari. Al culmine della copertura dei media nel marzo del 2002 monsignor Leibrecht pubblicò una lettera sugli abusi sessuali da leggere a tutte le messe il 13 marzo dello stesso anno. In esso si affermava: "Abbiamo preso provvedimenti già nel 1993. Sebbene non lo avessimo reso pubblico, abbiamo ritirato i preti coinvolti. Quando gli scandali sono stati resi pubblici a livello nazionale, abbiamo confermato ciò che era già stato fatto".
Man mano che la carenza di sacerdoti divenne più acuta, alle persone venne chiesto sempre più di pregare e sostenere il clero e di promuovere le vocazioni in ogni modo possibile, specialmente incoraggiando le vocazioni tra i figli e i nipoti.

#### Pastorale sanitaria e familiare
Mentre si discuteva delle questioni etiche di dignità umana, controllo delle nascite, aborto, ricerca sulle cellule staminali embrionali e identità di genere, monsignor Leibrecht parlò sempre per la posizione cattolica. Incoraggiò gli ospedali cattolici a formare nuovi partenariati. Il suo scopo era l'assisterli nella crociata contro un ambiente sempre più secolare che riduceva l'assistenza monetaria alle istituzioni che adottano politiche contrarie a quelle sostenute dai governi statale e federale.
Nel 1984 l'Arcadia Valley Hospital affrontò una crisi finanziaria e licenziò 26 dipendenti. Questo fu solo il preannuncio dei problemi futuri abbastanza seri che resero necessaria la sua chiusura nel 1999. La comunità religiosa che gestiva l'Ospedale St. Vincent a Monett lo vendette a un centro medico con sede a Springfield. Anche l'ospedale di Mansfield venne chiuso. Il St. John's Hospital di Springfield, il secondo centro medico più grande del Missouri e parte del sistema sanitario delle Suore della Misericordia di Saint Louis aprì ospedali a Lebanon, Cassville e Aurora ed entrò in società con il St. Francis Hospital di Mountain View. Gli ospedali St. Francis a Cape Girardeau e St. John's a Joplin ampliarono notevolmente le loro strutture e il numero di persone in servizio.
Nella convinzione che le famiglie sono la radice della società e della Chiesa domestica, all'inizio dell'episcopato di monsignor Leibrecht, l'ufficio diocesano per la vita familiare utilizzò il PreMarriage Inventory (PMI) per aiutare le coppie a esplorare i loro valori e la compatibilità e per proporre gli obiettivi e gli ideali di un'unione felice e benedetta. Nel 1985 monsignor Leibrecht autorizzò l'uso di Facilitating Open Couple Communication, Understanding and Study (FOCCUS). Facilitato dall'ufficio per la vita familiare questo strumento è utilizzato da coppie di coniugi volontari che si incontrano con le coppie di fidanzati e discutono sul significato del matrimonio in termini di esperienza personale e insegnamento della Chiesa.

#### Iniziative sociali
Nel 1982 a Springfield aprì Hope House, un centro di accoglienza per donne, patrocinato dall'ufficio diocesano del ministero sociale e guidato da due religiose Adoratrici del Sangue di Cristo. Il rifugio offriva alloggi temporanei a donne vittime di abusi. Un certo numero di altri rifugi vennero aperti in zona. Questi offrivano consulenze e servizi aggiuntivi ed erano prontamente disponibili all'aumento del numero di donne che necessitavano di questo tipo di aiuto. Di conseguenza, Hope House chiuse nel 1997. Per quanto riguarda i consigli e le visite a domicilio dei parroci, i sacerdoti notarono che, con entrambi i coniugi che lavorano per soddisfare i bisogni finanziari della vita familiare, le visite diurne non erano più un mezzo utile per incontrarsi con i parrocchiani.
Descrivendo il ruolo dell'ufficio del ministero sociale nella diocesi, Donald Emge, direttore dell'ufficio, incluse una serie di argomenti pertinenti in una relazione del 2003. Erano divisi sotto i titoli di comprensione dei vari popoli che vivono nella diocesi, servizi diocesani di carità e giustizia a favore dei poveri, questioni sociali che affrontano la diocesi e il ruolo dell'ufficio diocesano in relazione a questi temi.
Tra le persone che vivono nelle contee meridionali ci sono i montanari che per generazioni hanno abitato l'altopiano d'Ozark. Ora, a due generazioni dall'agricoltura di sussistenza, i giovani hanno perso le competenze di sussistenza dei loro antenati e talvolta si affidano all'assistenza pubblica. Sono presi tra i più semplici stili di vita di un'epoca precedente e i sogni di autosufficienza. Nonostante cinquant'anni di valorosi sforzi di evangelizzazione, pochissimi di questi appartengono alla Chiesa cattolica.
I cattolici di entrambe le parti della diocesi sono agricoltori che lavorano in una superficie fertile in grado di sostenere le colture, l'allevamento e l'industria casearia. Poiché una minoranza di queste famiglie fa affidamento esclusivamente sull'agricoltura per reddito, molti cercano lavoro nelle città e si vantano di "prendersi cura delle proprie famiglie".
Al contrario, dottori, avvocati, insegnanti, dirigenti d'impresa di città di solito sono cresciuti in aree urbane più vaste e hanno più probabilità di essere cattolici.
Modelli di povertà simili a quelli trovati nella regione montuosa caratterizzano la regione del delta. Come le persone di montagna, spesso non sono praticanti.
I pensionati abitano gran parte dell'area di confine con l'Arkansas. Avendo vissuto più a ovest o a nord, sono attratti dal basso costo degli immobili e delle tasse per godersi la bellezza paesaggistica del Missouri rurale. Man mano che la loro salute diminuisce, tendono a tornare nelle loro città d'origine dove è disponibile una migliore assistenza sanitaria. Questi pensionati apportano ricchezza, energia e capacità di migliorare le condizioni sociali dell'ambiente circostante.
L'arrivo di un gran numero di persone provenienti da altri paesi nell'area è l'ultima caratteristica della società del Missouri. Presente principalmente nelle zone rurali, la popolazione ispanica sempre crescente accetta lavori a basso reddito che consentono loro di inviare denaro a casa per il sostegno delle loro famiglie. Alcuni non hanno documenti di immigrazione adeguati. Di conseguenza, rimangono impotenti e paurosi. Un'alta percentuale di questi immigrati è cattolica, ma la loro espressione di fede differisce dalle devozioni comuni degli americani. Nel 1996 monsignor Leibrecht creò l'ufficio del ministero ispanico per fornire consulenza, supporto e assistenza a queste persone.
Un gruppo di circa 180 sacerdoti e religiosi laici vietnamiti della Congregazione della Madre corredentrice con sede a Carthage servì i rifugiati cattolici vietnamiti per trentuno anni. La loro celebrazione annuale dei giorni mariani attira più di 60 000 vietnamiti in una città di 11 000 persone. Composta da profughi del Vietnam del Nord arrivati dal 1953 e dal Vietnam del Sud giunti dalla caduta di Saigon nel 1975, la popolazione cattolica vietnamita degli Stati Uniti ha superato i 450 000 elementi. Attraverso l'intervento di monsignor Bernard Francis Law, l'ordine religioso vietnamita aveva acquisito al prezzo simbolico di un dollaro una proprietà precedentemente posseduta dagli oblati di Maria Immacolata che la utilizzavano come sede per il loro seminario. L'attenzione principale della comunità, tuttavia, è l'evangelizzazione dei cattolici vietnamiti negli Stati Uniti.
Nel 2004 la Congregazione vietnamita di Maria Regina, una delle 33 congregazioni di religiose che operano in diocesi, ha celebrato il 25º anniversario della sua presenza nella diocesi di Springfield-Cape Girardeau. Formate dalla Santa Sede come una regione americana della loro congregazione religiosa con sede in Vietnam, le sorelle hanno conventi a Springfield, Saint Louis e Kansas City e Irving. Le suore svolgono vari ministeri tra i cattolici vietnamiti e di altre etnie.
Quasi ogni parrocchia della diocesi è coinvolta in modo significativo in opere di beneficenza per i bisognosi. Spesso i cattolici svolgono un ruolo fondamentale nello sviluppo di uno sforzo a livello di comunità. Sebbene i cattolici costituiscano una minoranza di circa il 5 % della popolazione, continuano a essere i principali benefattori degli sforzi sociali nelle loro comunità e operano in ruoli di leadership.
Dagli ultimi venti anni le persone hanno meno tempo per fare volontariato. Ciò è particolarmente vero per le aree rurali dove le persone hanno un pendolarismo più lungo verso i loro posti di lavoro e dove gli agricoltori che non lavorano più la loro terra trovano lavoro lontano da casa. Tuttavia, le parrocchie hanno costantemente contribuito al benessere di coloro che li circondano.
Whole Health Outreach a Ellington, ideato e diretto da Rita Schonhoff, è un ministero rurale a cui contribuiscono molte parrocchie. Il ministero della salute rurale della diocesi crollerebbe senza l'assistenza parrocchiale. Schonhoff utilizza la chiesa della missione di Sant'Anna a Ellington, chiusa nel 1985, come sede. La base per il ministero della salute domestica opera dalla comunità di Ellington. Con l'aiuto finanziario delle parrocchie circostanti che lottavano finanziariamente da sole, l'iniziativa di Schonhoff si estese ai bambini in età prescolare di Ellington. Tra gli altri servizi offerti nel programma c'è una suora consulente per dipendenze da droga e alcol, una suora cappellana per i malati terminali e la disponibilità di un rifugio per le donne maltrattate in quella che è nota come una rete di "Famiglie in crisi".
Oltre alle sue funzioni di vescovo diocesano ha presieduto la commissione per l'istruzione della Conferenza statunitense dei vescovi cattolici dal 1986 al 1989 e la commissione "Ex Corde Ecclesiae" per le università e le università cattoliche degli Stati Uniti dal 1991 al 2000. Ha fatto parte del consiglio della Catholic Health Association dal 1997 al 2003 e presidente del consiglio di amministrazione del Centro per la ricerca applicata nell'apostolato dell'Università di Georgetown. Era un amico intimo del compianto J. Robert Ashcroft, presidente della Evangel University e padre dell'ex procuratore generale John David Ashcroft.

#### Ritiro
Il 24 gennaio 2008 papa Benedetto XVI accettò la sua rinuncia al governo pastorale della diocesi per raggiunti limiti di età.
Nel marzo del 2012 compì la visita ad limina.

## Genealogia episcopale
La genealogia episcopale è:
- Cardinale Scipione Rebiba
- Cardinale Giulio Antonio Santori
- Cardinale Girolamo Bernerio, O.P.
- Arcivescovo Galeazzo Sanvitale
- Cardinale Ludovico Ludovisi
- Cardinale Luigi Caetani
- Cardinale Ulderico Carpegna
- Cardinale Paluzzo Paluzzi Altieri degli Albertoni
- Papa Benedetto XIII
- Papa Benedetto XIV
- Cardinale Enrico Enriquez
- Arcivescovo Manuel Quintano Bonifaz
- Cardinale Buenaventura Córdoba Espinosa de la Cerda
- Cardinale Giuseppe Maria Doria Pamphilj
- Papa Pio VIII
- Papa Pio IX
- Cardinale Raffaele Monaco La Valletta
- Cardinale Diomede Angelo Raffaele Gennaro Falconio, O.F.M.Ref.
- Vescovo Joseph Chartrand
- Cardinale Joseph Elmer Ritter
- Cardinale John Patrick Cody
- Arcivescovo John Lawrence May
- Vescovo John Joseph Leibrecht